# Улица Амаглеба
Улица Амаглеба (груз. ამაღლება — Вознесение) — улица в Тбилиси, от улицы Паоло Яшвили до Коджорского шоссе.

## История
Часть древней Коджорской дороги.
Прежнее название — Вознесенская.
В 1852 году известный грузинский историк Платон Иоселиани построил в конце улицы «по обету», для выздоровления своего сына, деревянную церковь Вознесения. К несчастью, сын умер. В этой церкви позднее был похоронен сам Иоселиани (1875), Елена Долгорукова — бабушка Сергея Витте и Елены Блаватской. В 1921 году церковь была разрушена советскими властями, саму улицу переименовали в честь поэта Иосифа Давиташвили.
После обретения Грузией независимости церковь восстановили, а улице вернули историческое название на грузинском языке.
Район улицы предполагалось включить в программу реконструкции города «Панорама Тбилиси», что вызывало протесты общественности.

## Достопримечательности
Церковь Вознесения.
д. 21 — бывший дом купца Георгия Тер-Арутюнова
Стену дома 23 украшало граффити черного льва.

## Известные жители

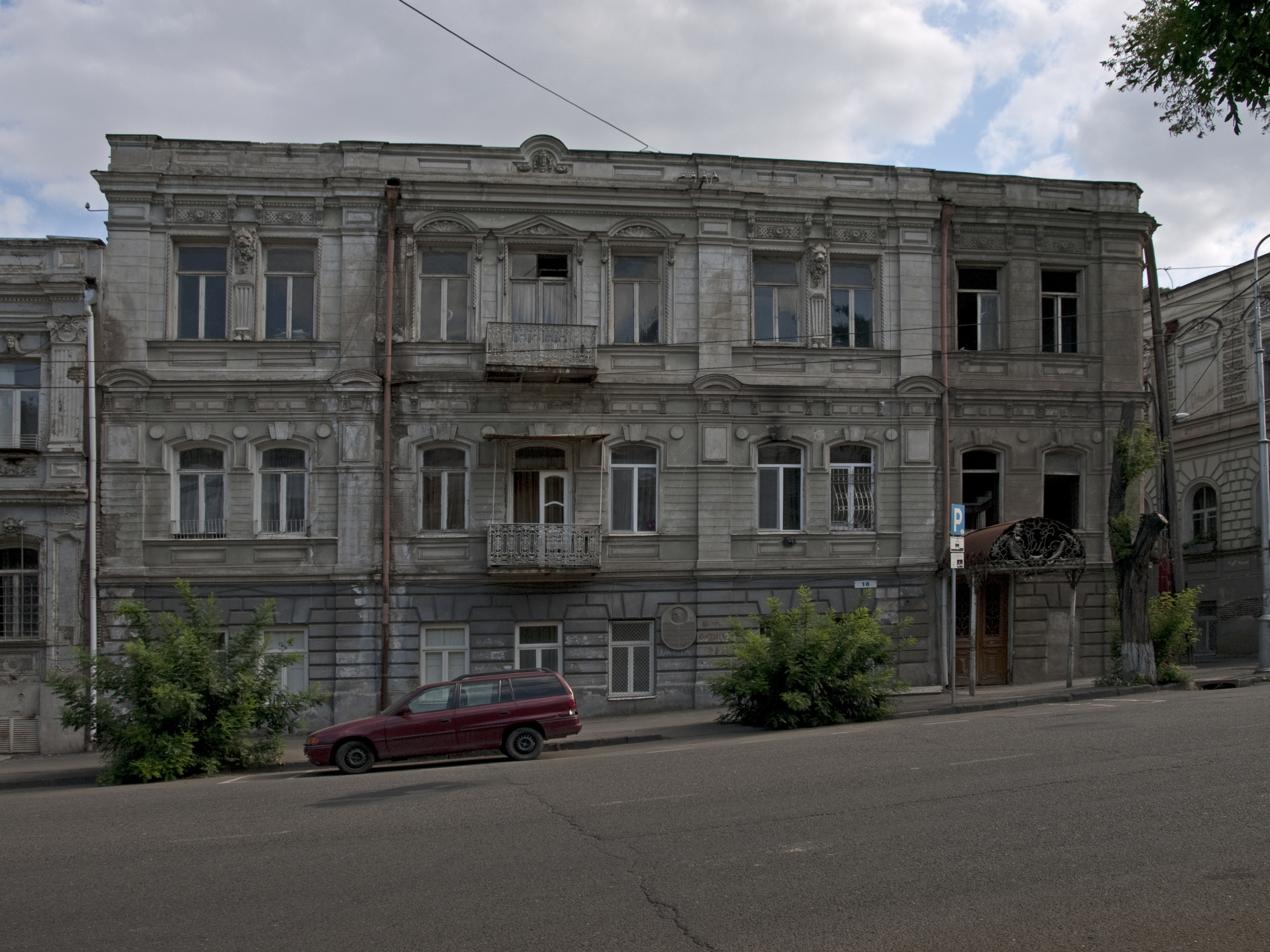
Дом, где жил Туманян

д. 18 — армянский поэт, писатель и общественный деятель Ованес Туманян (мемориальная доска)
д. 27 — армянский композитор Армен Тигранян (мемориальная доска)